# Tschawdar-Halbinsel
Die Tschawdar-Halbinsel (bulgarisch полуостров Чавдар poluostrow Tschawdar) ist eine 13 km lange und 10 km breite Halbinsel an der Westküste des Grahamlands auf der Antarktischen Halbinsel. Sie ragt in nordwestlicher Richtung in die Gerlache-Straße und trennt die Curtiss Bay im Nordosten von der Hughes Bay im Südwesten. Ihr westlicher Ausläufer ist das Kap Sterneck zwischen der Danco- und der Davis-Küste.
Die bulgarische Kommission für Antarktische Geographische Namen benannte sie 2009 nach dem bulgarischen Rebellenführer Tschawdar Wojwoda aus dem 16. Jahrhundert.